# Nyarushawe
Nyarushawe är ett vattendrag i Burundi.   Det ligger i provinsen Cibitoke, i den nordvästra delen av landet, 50 km norr om huvudstaden Bujumbura.
Omgivningarna runt Nyarushawe är en mosaik av jordbruksmark och naturlig växtlighet. Runt Nyarushawe är det tätbefolkat, med 276 invånare per kvadratkilometer.